# In de piepzak zitten
In de piepzak zitten is een Nederlands gezegde dat zoveel betekent als zich ernstige zorgen maken of vol angst zijn. Meestal wordt de uitdrukking gebezigd in de voltooid tegenwoordige tijd, als in ik heb erg in de piepzak gezeten om je gezondheid. 

## Etymologie
Over de herkomst van het gezegde is geen eenduidigheid. Stoett neemt aan dat het gezegde stamt uit het midden van de negentiende eeuw. Hij verwijst naar een - kennelijk uit de Zaanstreek afkomstige - betekenis van piepzak als een mengsel van koffie, melk en suiker "door elkaar gekookt". Onduidelijk blijft bij deze verklaring waarom het "zitten" in een "mengsel van koffie, melk en suiker" een bijzonder heftige angst zou oproepen. Een andere verklaring die Stoett biedt, is dat met een piepzak feitelijk een pijp- of doedelzak wordt bedoeld, waarbij men zich kan voorstellen dat het daarin zitten angstige associaties van benauwenis oproept. Het WNT geeft nog als mogelijkheid dat het hier zou kunnen gaan om in de poepzak zitten, waarmee het gezegde feitelijk een gelijkenis heeft met de uitdrukkingswijze in de penarie zitten maar waar het in de penarie zitten eerder duidt op daadwerkelijke problemen, dan op angst moet worden geconcludeerd dat ofwel de betekenis van het gezegde in de loop der jaren is veranderd, dan wel dat deze verklaring niet afdoende is.